# Tour TotalEnergies Berlin
Der Tour TotalEnergies Berlin (französisch für: TotalEnergies-Turm Berlin) ist ein Hochhaus in der Jean-Monnet-Straße 2 im Berliner Ortsteil Moabit des Bezirks Mitte, nördlich des Berliner Hauptbahnhofs. Das von 2010 bis 2012 erbaute Gebäude ist im Besitz der Immobiliengesellschaft CA Immo und wurde vom Multi-Energie-Unternehmen TotalEnergies als Deutschlandzentrale gemietet.
Es ist das erste Gebäude der Europacity, die um das Gebiet des Hauptbahnhofs entsteht. CA Immo investierte 50 Millionen Euro in das Gebäude.
Nach der Änderung des Firmennamens von TOTAL zu TotalEnergies im Mai 2021 wurde auch der Name des Geschäftsgebäudes angepasst. Die beleuchteten Firmenlogos an der nördlichen und südlichen Stirnseiten wurden 2022 ausgetauscht.

## Lage und Architektur
Der Tour TotalEnergies steht in der Nachbarschaft des Hamburger Bahnhofs und des „Kunst-Campus“. Der Bau des Gebäudes wurde als Architektenwettbewerb ausgeschrieben, den das Architektenbüro Barkow Leibinger für sich entscheiden konnte.
Das Gebäude hat mit seiner Fertigstellung eine Höhe von 69 m mit 16 Bürogeschossen und einem Technikgeschoss, unterkellert ist es mit einer Tiefgarage mit drei Tiefgeschossen und einer Tiefgarage mit 240 PKW- sowie 90 Fahrradstellplätzen.  Der zweigeschossige Sockel ist mit Kolonnaden an der Nordfassade und vor dem im Süden gelegenen Haupteingang ausgestattet. Die helle Rasterfassade besteht aus Betonelementen. Diese gliedern sich in K-förmige Module und T-Elemente. Die plastische Struktur der Fassade entsteht dadurch, dass die K-Module gespiegelt und seitlich zueinander versetzt zum Einsatz kommen. Insgesamt wurden rund 1300 Elemente verbaut.
CA Immo plante das Gebäude als ökologisch nachhaltiges Gebäude („Green Building“) und bekam für die Immobilie eine Gold-Zertifizierung der Deutschen Gesellschaft für Nachhaltiges Bauen (DGNB) erhalten.
Das Gebäude erhielt 2014 den Architekturpreis Beton.

## Nutzung
Das Gebäude befindet sich im Besitz des Unternehmens CA Immo und dient als deutsche Hauptzentrale des Unternehmens TotalEnergies. Diese befand sich bis Oktober 2012 im Mossehaus an der Schützenstraße in Berlin-Mitte. Weitere Mieter sind – neben den zahlreichen TotalEnergies-Tochtergesellschaften – die Unternehmen Circle K, HYGH, Prodyna, dhpg, sowie eine Anwaltskanzlei und ein Architekturbüro von Eike Becker.
Der Baubeginn erfolgte im Juni 2010 und am 23. Februar 2011 wurde der Grundstein durch den damaligen Regierenden Bürgermeister Klaus Wowereit gelegt. Die Fertigstellung und Eröffnung des Gebäudes erfolgte am 12. Oktober 2012.